# Diphucephala waterhousei
Diphucephala waterhousei är en skalbaggsart som beskrevs av Hermann Burmeister 1855. Diphucephala waterhousei ingår i släktet Diphucephala och familjen Melolonthidae. Inga underarter finns listade i Catalogue of Life.